# Korecký rajón
Korecký rajón (ukrajinsky Корецький район) byl rajón ve Rovenské oblasti na Ukrajině. Hlavním městem byl Korec a rajón měl přibližně 33 tisíc obyvatel. 

## Sídla v rajónu
- Korec